# Bob Siebenberg
Bob Siebenberg, vlastním jménem Robert Layne Siebenberg (* 31. října 1949, Glendale, Kalifornie, USA), známý též jako Bob C. Benberg, je členem britské progressive rockové skupiny Supertramp, kde hraje na bicí a perkusy.
Siebenbergův syn Jesse též účinkoval ve skupině Supertramp v době vydání živého alba It Was the Best of Times (live; 1999), ale vystupuje též na současných na albech.
Siebenberg v roce 1984 vydal sólové album nazvané Giants in Our Own Room, kde zpívá na polovině písní, hraje na klávesy a bicí. Na tomto albu se k Bobovi připojili Scott Gorham z Thin Lizzy (který je jeho švagrem), Steve Ferris z Mister Mister, bubeník Procol Harum B. J. Wilson, Kerry Hatch z Oingo Boingo a bývalý spoluhráč ze Supertramp John Helliwell. Starý přítel, Derek Beauchemin, napsal některé písně a hrál na varhany.
Před svým připojením k Supertramp, byl Siebenberg členem britské hospodské skupiny Bees Make Honeym stejně tak jako členem RHS, improvizační americké skupiny, ve které byli Patrick Landreville a Scott Gorham.
Siebenberg byl též ve skupině nazvané "Heads Up", která v roce 1989 vydala album The Long Shot. Společně s Bobem a textařem Dennisem O'Donnellem, účastnili se tohoto projektu též Mark Hart, Brad Cole, John Helliwell, Marty Walsh a Scott Gorham.
V roce 1989 se Siebenberg stal prvním významným umělcem, který zkomponoval původní hudbu pro videohru společnosti Sierra On-Line Space Quest III: The Pirates of Pestulon.